# Latitude on the River
Latitude on the River est un gratte-ciel résidentiel (condominium) de 145 mètres de hauteur construit à Miami en Floride aux États-Unis de 2004 à 2007. Il comprend 452 logements.
L'architecte est l'agence Arquitectonica